# برايري فيو
برايري فيو (بالإنجليزية: Prairie View, Texas)‏ هي مدينة تقع بولاية تكساس في شمال شرق الولايات المتحدة. تبلغ مساحة هذه المدينة 18.7 (كم²)، وترتفع عن سطح البحر 82 م، بلغ عدد سكانها 4410 نسمة في عام 2000 حسب إحصاء مكتب تعداد الولايات المتحدة وتصل الكثافة السكانية فيها 235.9 نسمة/كم2.

## التركيبة السكانية
حدّد مكتب تعداد الولايات المتحدة بيانات التركيبة السكانية لبرايري فيو في تعداد الولايات المتحدة. في ما يلي، التركيبة السكانية حسب تعدادي 2000 و2010.

### تعداد عام 2000
بلغ عدد سكان برايري فيو 4,410 نسمة بحسب تعداد عام 2000، وبلغ عدد الأسر 694 أسرة وعدد العائلات 361 عائلة مقيمة في المدينة. في حين سجلت الكثافة السكانية 231.7 نسمة لكل كيلومتر مربع (600.1/ميل2). وبلغ عدد الوحدات السكنية 834 وحدة بمتوسط كثافة قدره 43.8 لكل كيلومتر مربع (113.4/ميل2).
وتوزع التركيب العرقي للمدينة بنسبة 3.47% من البيض و93.51% من الأمريكيين الأفارقة و0.18% من الأمريكيين الأصليين و0.43% من الأمريكيين ذوي الأصول الآسيوية و1.36% من الأعراق الأخرى و1.04% من عرقين مختلطين أو أكثر و2.65% من الهسبانيون أو اللاتينيون من أي عرق.
بلغ عدد الأسر 694 أسرة كانت نسبة 29% منها لديها أطفال تحت سن الثامنة عشر تعيش معهم، وبلغت نسبة الأزواج القاطنين مع بعضهم البعض 32.1% من أصل المجموع الكلي للأسر، ونسبة 15.4% من الأسر كان لديها معيلات من الإناث دون وجود شريك،  بينما كانت نسبة 4.5% من الأسر لديها معيلون من الذكور دون وجود شريكة وكانت نسبة 48% من غير العائلات. تألفت نسبة 32.3% من أصل جميع الأسر من عدة أفراد يعيشون في نفس المنزل ونسبة 13.1% كانت تتألف من شخص يعيش بمفرده يبلغ من العمر 65 عاماً أو أكثر. وبلغ متوسط حجم الأسرة المعيشية 2.42، أما متوسط حجم العائلات فبلغ 3.21.
بلغ العمر الوسطي للسكان 20.8 عاماً. وكانت نسبة 8.8% من القاطنين تحت سن الثامنة عشر، وكانت نسبة 7.9% بين الثامنة عشر والرابعة والعشرين عاماً، ونسبة 9% كانت واقعةً في الفئة العمرية ما بين الخامسة والعشرين والرابعة والأربعين عاماً، ونسبة 6.4% كانت ما بين الخامسة والأربعين والرابعة والستين، ونسبة 5.9% كانت ضمن فئة الخامسة والستين عاماً فما فوق. يوجد لكل 100 أنثى 98.0 ذكر، ويوجد لكل 100 أنثى في الثامنة عشر من عمرها فما فوق 98.5 ذكر.
بلغ متوسط دخل الأسرة في المدينة 24,805 دولارًا، أما متوسط دخل العائلة فبلغ 36,071 دولارًا. وكان متوسط دخل الذكور 25,882 دولارًا مقابل 21,161 دولارًا للإناث. وسجل دخل الفرد الخاص بالمدينة 8,219 دولارًا. وكانت نسبة 13.2% من العائلات ونسبة 24.4% من السكان تحت خط الفقر، وكان من هؤلاء نسبة 18.7% تحت سن الثامنة عشر ونسبة 14.9% في الخامسة والستين من العمر وما فوق.

### تعداد عام 2010
بلغ عدد سكان برايري فيو 5,576 نسمة بحسب تعداد عام 2010، وبلغ عدد الأسر 949 أسرة وعدد العائلات 397 عائلة مقيمة في المدينة. في حين سجلت الكثافة السكانية 293 نسمة لكل كيلومتر مربع (758.9/ميل2). وبلغ عدد الوحدات السكنية 1,128 وحدة بمتوسط كثافة قدره 59.3 لكل كيلومتر مربع (153.6/ميل2).
وتوزع التركيب العرقي للمدينة بنسبة 4.86% من البيض و88.56% من الأمريكيين الأفارقة و0.22% من الأمريكيين الأصليين و0.36% من الأمريكيين ذوي الأصول الآسيوية و0.02% من سكان جزر المحيط الهادئ و3.80% من الأعراق الأخرى و2.19% من عرقين مختلطين أو أكثر و7.66% من الهسبانيون أو اللاتينيون من أي عرق.
بلغ عدد الأسر 949 أسرة كانت نسبة 22.1% منها لديها أطفال تحت سن الثامنة عشر تعيش معهم، وبلغت نسبة الأزواج القاطنين مع بعضهم البعض 20.2% من أصل المجموع الكلي للأسر، ونسبة 16.2% من الأسر كان لديها معيلات من الإناث دون وجود شريك،  بينما كانت نسبة 5.4% من الأسر لديها معيلون من الذكور دون وجود شريكة وكانت نسبة 58.2% من غير العائلات. تألفت نسبة 27.4% من أصل جميع الأسر من عدة أفراد يعيشون في نفس المنزل ونسبة 9.6% كانت تتألف من شخص يعيش بمفرده يبلغ من العمر 65 عاماً أو أكثر. وبلغ متوسط حجم الأسرة المعيشية 2.51، أما متوسط حجم العائلات فبلغ 3.16.
بلغ العمر الوسطي للسكان 20.5 عاماً. وكانت نسبة 7.3% من القاطنين تحت سن الثامنة عشر، وكانت نسبة 72.9% بين الثامنة عشر والرابعة والعشرين عاماً، ونسبة 8.4% كانت واقعةً في الفئة العمرية ما بين الخامسة والعشرين والرابعة والأربعين عاماً، ونسبة 6.9% كانت ما بين الخامسة والأربعين والرابعة والستين، ونسبة 4.6% كانت ضمن فئة الخامسة والستين عاماً فما فوق. وتوزع التركيب الجنسي للسكان بنسبة 44.7% ذكور و55.3% إناث.

## أعلام
- والتر بوكر

## وصلات خارجية
- The US50 - Cities and Towns in Texas State